# Свитюха, Денис Александрович
Дени́с Алекса́ндрович Свитю́ха (укр. Денис Олександрович Світюха; род. 8 февраля 2002, Максимильяновка, Донецкая область) — украинский футболист, нападающий клуба «Кудровка».

## Биография
Родился в селе Максимилиановка Донецкой области. Воспитанник молодёжной академии донецкого «Шахтёра». С 2019 года выступал за юношескую команду" горняков", в этом же году дебютировал и за молодёжную команду. В сезоне 2020/21 годов выступал в основном за молодёжную команду «Шахтёра».
13 августа 2021 года был арендован клубом «Мариуполь» до конца сезона 2020/21 годов. 22 августа 2021 в проигранном (3:4) домашнем поединке 5-го тура Премьер-лиги против луганской «Зари» он дебютировал за «приазовцев» . Вышел на поле на 46-й минуте, заменив Алексея Кащука, а на 80-й минуте отличился дебютным голом в профессиональном футболе.